# Manfred Rommel
Manfred Rommel (Stuttgart, 24 de dezembro de 1928 — Stuttgart, 7 de novembro de 2013) foi um político alemão.

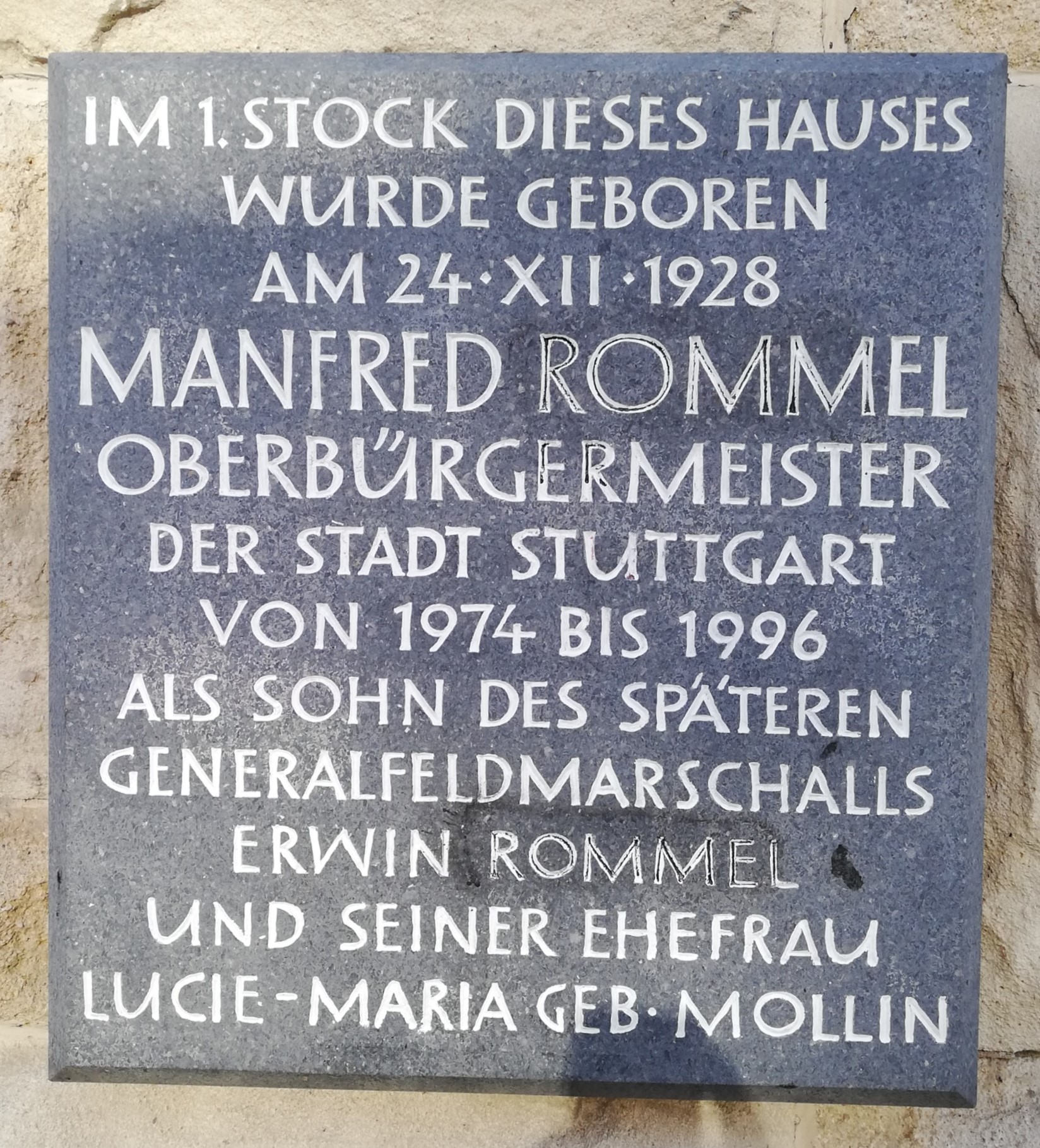
Placa afixada na casa onde Manfred Rommels nasceu, na Landhausstraße em Stuttgart

Filiado à União Democrata-Cristã, foi prefeito de Stuttgart, de 1974 a 1996. Filho do general-marechal de campo (Generalfeldmarschall) Erwin Rommel.
Sepultado no Ostfilderfriedhof, Stuttgart.

## Obras
- Abschied vom Schlaraffenland. Gedanken über Politik und Kultur. Deutsche Verlags-Anstalt, Stuttgart, München 1987, ISBN 3-421-06081-9.
- Wir verwirrten Deutschen. Ullstein, Frankfurt am Main 1989, ISBN 3-548-34614-6.
- Die Grenzen des Möglichen. Ansichten und Einsichten. Deutsche Verlags-Anstalt, Stuttgart, München 1995, ISBN 3-421-05001-5.
- Trotz allem heiter. Erinnerungen. Deutsche Verlags-Anstalt, Stuttgart, München 1998, ISBN 3-421-05151-8.
- Holzwege zur Wirklichkeit. Hohenheim, Stuttgart 2001, ISBN 3-89850-026-8.
- Soll und Haben. Deutsche Verlags-Anstalt, Stuttgart, München 2001, ISBN 3-421-05579-3.
- Das Land und die Welt. Hohenheim, Stuttgart 2003, ISBN 3-89850-099-3.
- Vom Schlaraffenland ins Jammertal?. Hohenheim, Stuttgart 2006, ISBN 3-89850-137-X.
- Auf der Suche nach der Zukunft. Zeitzeichen unter dem Motto: Ohne Nein kein Ja. Hohenheim, Stuttgart 2008, ISBN 978-3-89850-173-6.
- 1944 – das Jahr der Entscheidung. Erwin Rommel in Frankreich, Hohenheim-Verlag, Stuttgart 2010, ISBN 978-3-89850-196-5.
- Die amüsantesten Texte. Hohenheim-Verlag, Stuttgart 2010, ISBN 978-3-89850-203-0.